# Movistar Team (ženský tým)
Movistar Team (UCI kód: MOV) je španělský profesionální silniční cyklistický tým na úrovni UCI Women's WorldTeam založený v roce 2018. Titulárním sponzorem týmu je španělská telefonní společnost Telefónica a tým používá jméno jedné ze značek této firmy, Movistar.

## Historie
V září 2017 bylo oznámeno, že Movistar Team po vzoru týmu Orica–Scott, Team Sunweb, FDJ a Astana utvoří převážně španělský ženský cyklistický tým se záměrem rozvinout ženskou cyklistiku ve Španělsku.
Na začátku října 2017 bylo oznámeno složení týmu pro sezónu 2018: Španělky Mavi Garcíaová, Lourdes Oyarbideová, Lorena Llamasová, Alicia Gonzálezová Blancová, Eider Merinová a Alba Teruelová Ribesová společně s Francouzkou Aude Biannicovou a Polkou Małgorzatou Jasińskou utvořily úvodní sestavu. Ten samý týden bylo oznámeno, že za tým bude závodit i Rachel Neylanová z týmu Orica–Scott. V listopadu tým oznámil poslední, desátou závodnici týmu, a tou ss stala Gloria Rodríguezová.

## Soupiska týmu
K 12. lednu 2021
- Katrine Aalerudová (NOR) (* 4. prosince 1994)
- Aude Biannicová (FRA) (* 27. března 1991)
- Jelena Erićová (SRB) (* 15. ledna 1006)
- Alicia Gonzálezová Blancová (ESP) (* 27. května 1996)
- Barbara Guarischiová (ITA) (* 2. října 1990)
- Sheyla Gutiérrezová (ESP) (* 1. ledna 1994)
- Sara Martínová (ESP) (* 22. března 1999)
- Emma Norsgaardová Jørgensenová (DEN) (* 26. července 1999)
- Lourdes Oyarbideová (ESP) (* 8. dubna 1994)
- Paula Patiñová (COL) (* 29. března 1997)
- Gloria Rodríguezová (ESP) (* 6. března 1992)
- Alba Teruelová Ribesová (ESP) (* 17. srpna 1996)
- Leah Thomasová (USA)  (* 30. května 1989)
- Annemiek van Vleutenová (NED) (* 8. října 1982)

## Vítězství na šampionátech
2018
 Francouzský silniční závod, Aude Biannicová
 Polská časovka, Małgorzata Jasińská
 Španělská časovka, Margarita Victoria Garcíaová
 Španělská časovka do 23 let, Alba Teruelová
 Polský silniční závod, Małgorzata Jasińská
 Španělský silniční závod, Eider Merinová
2019
 Španělská časovka, Sheyla Gutiérrezová
2020
 Norská časovka, Katrine Aalerudová
2021
 Dánská časovka, Emma Norsgaardová
 Norská časovka, Katrine Aalerudová
 Srbský silniční závod, Jelena Erićová
 Olympijská časovka, Annemiek van Vleutenová